# Aquilino Duque
Aquilino Duque Gimeno (Sevilla, 6 de enero de 1931-ibidem, 18 de septiembre de 2021) fue un poeta y escritor español. Recibió el Premio Nacional de Literatura en 1974.

## Biografía
Aunque nació en Sevilla, paso su infancia y adolescencia en Zufre e Higuera de la Sierra (Huelva). Curso sus estudiso en su ciudad natal licenciándose en Derecho en 1953 por la Universidad de Sevilla, amplió estudios en las universidades de Cambridge (Trinity Hall) y la Universidad Metodista del Sur en Dallas, Texas. En 1961 se casó en Ginebra con Sarah Crane, con quien tuvo cinco hijos. Como funcionario internacional vivió en Ginebra desde 1962 a hasta 1969, y en Roma desde ese año ahsta 1975. Se ganó la vida como traductor hasta el año 2000.
Narrador, poeta y ensayista, Aquilino Duque fue autor de libros como De palabra en palabra (Premio Leopoldo Panero del Instituto de Cultura Hispánica y Fastenrath, de la Real Academia Española). o El Mono azul (finalista del premio Nadal 1973 y Premio Nacional de Literatura 1974) Fue autor también de obras fundamentales como El mito de Doñana y El suicidio de la Modernidad. Desde 1981, fue miembro de número de la Real Academia Sevillana de Buenas Letras. Como funcionario internacional residió en Ginebra y en Roma y viajó por diversos países de Asia, África y América.
Impartió cursos de Literatura española contemporánea en las Universidades de Sevilla y Chapel Hill, y ha pronunciado conferencias en las Universidades de Cambridge, Sevilla, Roma, Pensilvania, Georgetown, Villanova, Brynn Mawr, Swarthmore, Delaware, Chicago,La Rábida, Málaga, Mar Menor, Oviedo, Guadalajara (Jalisco), Graz (Austria) así como en el Museo de Bellas Artes de Sevilla, el Palacio de las Naciones de Ginebra, el Instituto Británico de Sevilla, la Academia de España y el Instituto Español de Roma, así como en los de Nápoles y Londres y, posteriormente, en las sedes del Instituto Cervantes en Viena, Múnich y Utrecht. En los últimos años impartió varias conferencias en la Academia Nacional de Ciencias de Buenos Aires, presentado un libro en el Liceo Galvarino Riveros, de Castro (Chiloé) y recibido un "doctorado honoris causa por la Universidad Inca Garcilaso de la Vega", de Lima.

## Pensamiento
Abiertamente reaccionario, en el sentido de que elabora una erudita y perspicaz crítica de la modernidad. Ha elogiado con matices el fascismo y las figuras de Francisco Franco, Benito Mussolini y Augusto Pinochet, pero también celebra la figura de liberales como Alberto Jiménez Fraud o Francisco Giner de los Ríos, fundador de la ILE. En El suicidio de la modernidad distingue entre liberalismo político y liberalismo moral.[cita requerida]
Se incluye a sí mismo en el bando de los «vencedores» de la guerra civil española, y considera la democracia como una «religión falsa».
Ha sido adscrito a la llamada «Nueva Derecha» española. Fue firmante del Manifiesto contra la muerte del espíritu y de la tierra en 2002.

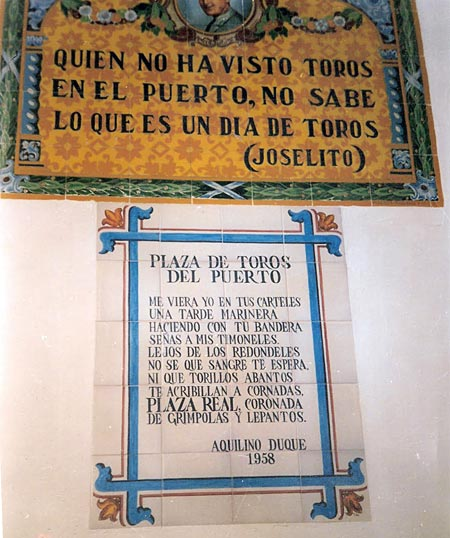
Azulejo en la Plaza de toros del Puerto de Santa María.

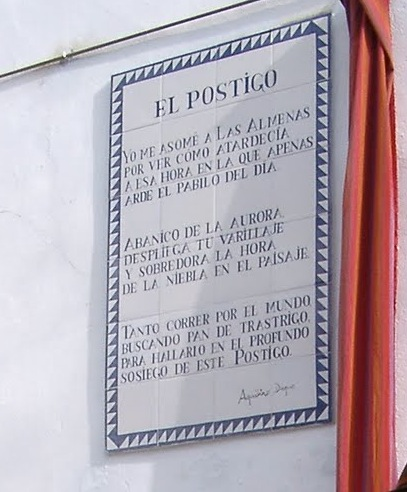
Azulejo en Zufre.

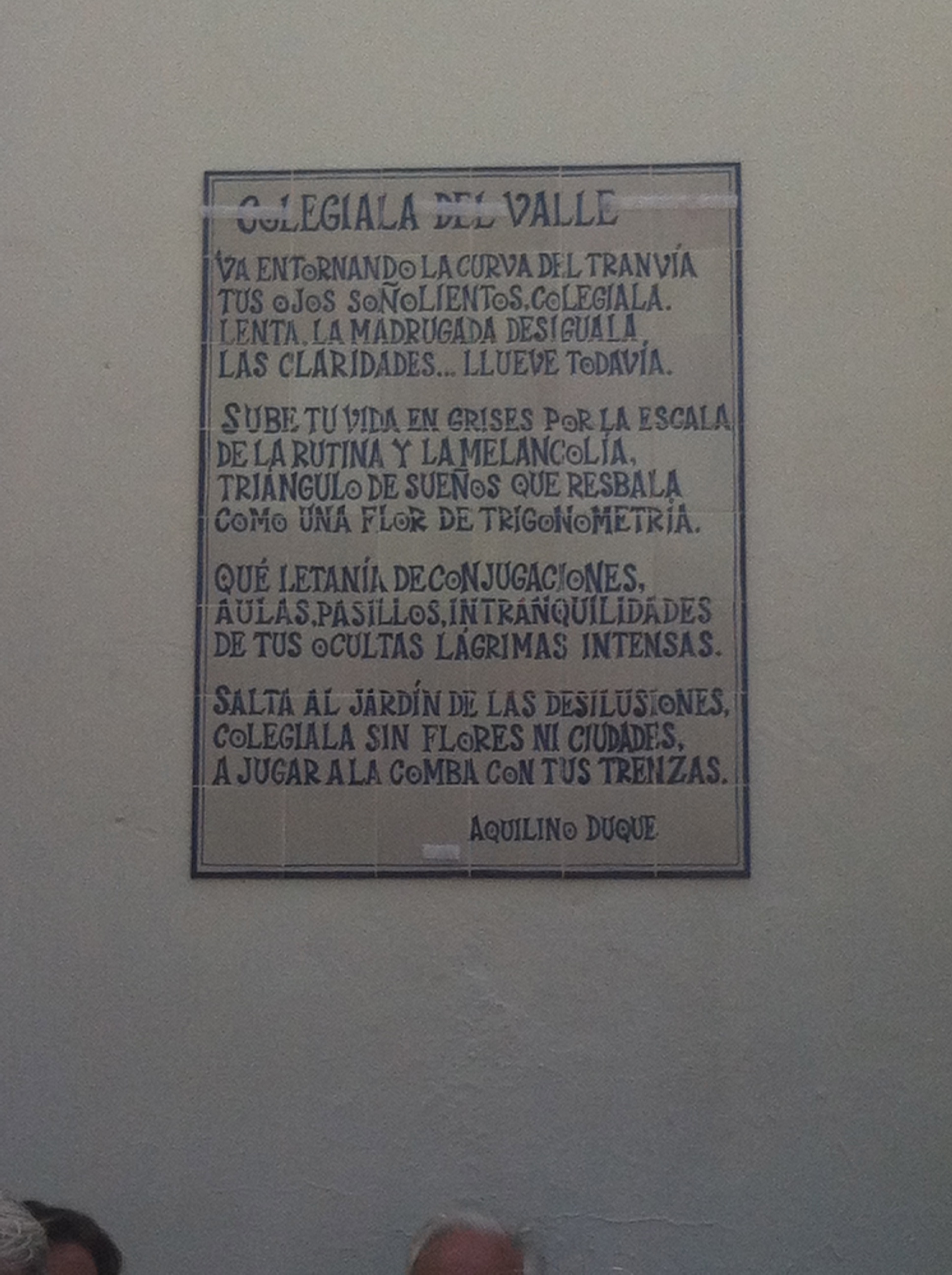
Azulejo en los jardines del Valle en Sevilla.

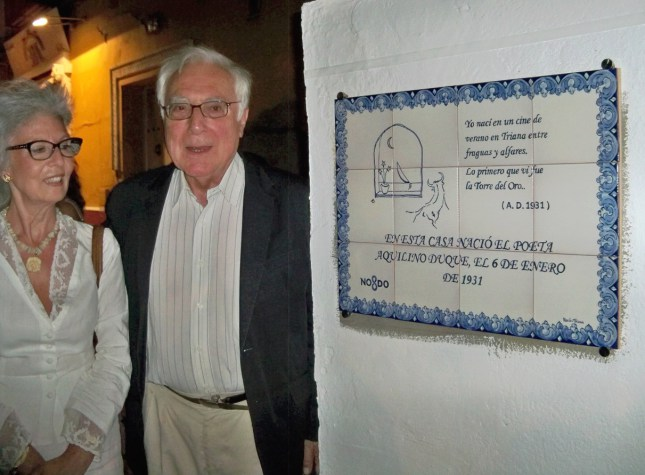
Aquilino Duque en la calle Betis.

## Poesía
- La calle de la luna, Sevilla: Ayuntamiento de Sevilla, 1958.
- El campo de la verdad, Madrid: Adonais, 1958.
- De palabra en palabra, Madrid: Cultura Hispánica, 1968.
- Versos de una noche de luna, Madrid: Palma de Mallorca, 1969.
- El invisible anillo, León: Col. Provincia, 1971.
- Los cuatro libros cardinales, Madrid: Editora Nacional, 1977.
- Aire de Roma Andaluza, Sevilla: Renacimiento, 1978.
- El engaño del zorzal, Madrid: Hiperión, 1986.
- Las nieves del tiempo, Granada: Comares, 1993.
- Poesía incompleta, Valencia: Pre-Textos, 1999.
- Entreluces, Sevilla: Renacimiento, 2009.
- Reloj de Arena, Siltolá, 2011.
- Fuegos y juegos, Sevilla: Renacimiento, 2021.

## Novela
- La operación Marabú, Madrid: Alfaguara, 1966. Reed. Sevilla: Renacimiento, 2003.
- Los consulados del Más Allá, Barcelona: Plaza & Janés, 1966. Reed. Alcalá de Guadaira: Peréntesis, 2003.
- La rueda de fuego, Barcelona: Planeta, 1971. Reed: Sevilla: RD, 2005.
- La linterna mágica, Barcelona: Plaza y Janés, 1971.
- El mono azul, Barcelona: Destino, 1973 y 1974. Reed: ABC 2002.
- La historia de Sally Gray, Madrid: Ediciones del Centro, 1975.
- Los agujeros negros, Barcelona: Argos, 1978.
- La luz de Estoril, Barcelona: Planeta, 1989.
- Las máscaras furtivas, Valencia: Pre-Textos, 1995.
- El Piojo Rojo, Valencia: Pre-Textos, 2004.
- La loca de Chillán, Valencia: Pre-Textos, 2007.
- Caza Mayor, Sevilla: Renacimiento, 2011.
- Palos de ciego, Sevilla: Renacimiento, 2016.

## Memorias
- El rey Mago y su elefante, Valencia: Pre-Textos, 1993.
- La era de Mairena, Sevilla: la Carbonería, 1995.
- Mano en candela, Valencia: Pre-Textos, 2002.
- La cruz de don Juan, Barcelona: Ediciones B, 2003.
- La invención de la pólvora, Sevilla: Renacimiento, 2015.

## Ensayo
- La carrera de armamentos, Madrid: Editorial Católica, 1981.
- La idiotez de la inteligencia, Madrid: Encuentro
- La España imaginaria, Sevilla: Libros del Altozano, 1984.
- El suicidio de la modernidad, Barcelona: Bruguera, 1984.
- Metapoesía, Sevilla: Ayuntamiento de Sevilla, 1984.
- Andalucía crítica, Córdoba: Monte de Piedad, 1989.
- El toreo y las luces, Valencia: Diputación Provincial, 1989.
- El cansancio de ser libres, Sevilla: Universidad de Sevilla, 1992.
- Plaza partida, Sevilla: Fundación el Monte, 1995.
- Grandes faenas, Cádiz, Universidad de Cádiz, 1996.
- Actualidad del 98, Sevilla: Fundación el Monte, 1998.
- Cataluña crítica, Madrid: Criterio Libros, 1999.
- Crónicas anacrónicas, Barcelona: Altera, 2004.
- Crónicas extravagantes, Madrid:Encuentro
- Memoria y ficción en las letras españolas de trasguerra, Madrid: CEU, 2011.
- La era Argentina, Madrid: Encuentro, 2013.
- Memoria, ficción y poesía, Universidad de Sevilla, 2018.
- Artes y oficios, Jerez: Canto y Cuento, 2020.
- El poder en el teatro clásico español, Sevilla, Universidad de Sevilla, 2021.
- Mi santa Rusia, Valencina: Los papeles del sitio, 2021

## Viajes y paisajes
- El mito de Doñana, Madrid: Ministerio de educación, 1977. Reed. Fundación Lara, 2004.
- Guía natural de Andalucía, Sevilla/Valencia: Real Maestranza/Pretextos, 1986.
- Sevilla, bajorrelieve, Sevilla: Comisaría para la Expo, Ayuntamiento de Sevilla, 1991.
- Crónicas extravagantes, Sevilla: Universidad de Sevilla, 1996. Reed.: Madrid: Ediciones Encuentro, 2008.
- Jardines y paisajes, Sevilla: Renacimiento, 2023.

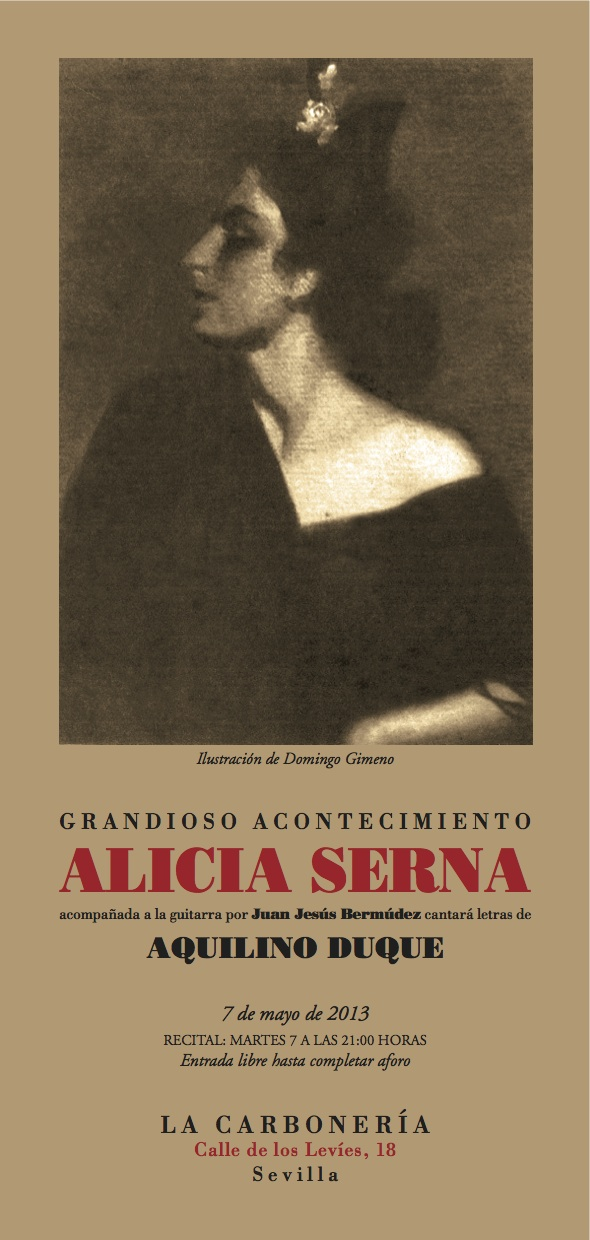
Homenaje a Aquilino Duque

## Traducciones (selección)
- Poemas, de Roy Campbell, Madrid: Rialp, 1958.
- Sombras en la hierba, de Isak Dinesen, Madrid: Alfaguara, 1986. Reed: Barcelona: Círculo de lectores, 2004.
- Réquiem, de Ana Ajmátova, Barcelona: El Bardo, 1967.
- Os Lusiadas, de Camoens, Madrid: Editora Nacional, 1980.
- Crestomatía, de Mandelstam, Madrid: Huerga y Fierro editores, 2004.
- Robert Louis Stevenson, de Chesterton, Valencia: Pretextos, 2011.

## Premios
- Washington Irving, de cuentos Casa de América, Madrid,  1960. Obra premiada: “El festival de la Pañoleta“.
- Ciudad de Sevilla de novela, Ayuntamiento de Sevilla, Sevilla, 1960. Obra premiada: "Las torres de San Cayetano" (Publicada como “La rueda de fuego“.)
- Leopoldo Panero 1967, de poesía, Instituto de Cultura Hispánica, Madrid, 1968. Obra premiada: “De palabra en palabra“.
- Archivo Hispalense de ensayo, Diputación de Sevilla, Sevilla, 1971. Obra premiada: “La sombra de Bécquer“.
- Fastenrath, de poesía, Real Academia Española, Madrid, 1972. Obra premiada: “De palabra en palabra“.
- Premio Nacional de Literatura "José Antonio Primo de Rivera,1974, Madrid,  1975. Obra premiada: “El mono azul“.
- Vendimia de prosa, Casa del vino, Jerez de la Frontera, 1982. Obra premiada: “Don Federico Rubio y la Vendimia“.
- Círculo Catalán, de periodismo, Círculo Catalán, Madrid, 1987. Obra premiada: “La invención de América“.
- José María Pemán, de periodismo, Cádiz, 1988. Obra premiada: “Enfermedades morales“.
- Premio Taurino Manuel Ramírez, 2015. Obra premiada: "Estado y transición en los toros".
- Premio Semana Santa de Sevilla, 2016.